# Pisciamphistoma stunkardi
Pisciamphistoma stunkardi är en plattmaskart. Pisciamphistoma stunkardi ingår i släktet Pisciamphistoma och familjen Paramphistomatidae. Inga underarter finns listade i Catalogue of Life.